# فدريكو جونتي
فدريكو جونتي (بالإيطالية: Federico Giunti)‏ لاعب كرة قدم إيطالي في مركز خط الوسط (ولد في بروجيا يوم 6 أغسطس من العام 1971) ولعب في صفوف نادي ميلان الإيطالي ونادي بارما

## مسيرته الكروية
لعب فدريكو جونتي خلال مسيرته الاحترافية مع 9 أندية في واحد وعشرون موسمًا وسجل خلالها 31 هدفًا ضمن 433 مباراة. حيث فاز في موسم واحد بالكأس وفي موسمين بالدوري.
خاض فدريكو جونتي مسيرته مع SSD Calcio Città di Castello ‏ في موسم 1987–88 ولمدة موسمين، مشاركًا في 60 مباراة سجل خلالها هدفًا واحدًا. ثم انتقل إلى نادي بيروجيا في موسم 1991–92 ليلعب معه ستة مواسم، حيث شارك في 166 مباراة سجل خلالها 24 هدفًا. لينتقل بعدها إلى نادي بارما في موسم 1997–98 ولمدة موسمين، مشاركًا في 15 مباراة ولم يسجل أي هدف. ثم انتقل إلى نادي إيه سي ميلان في موسم 1998–99 واستمر معه طيلة ثلاثة مواسم، مشاركًا في 54 مباراة سجل خلالها هدفًا واحدًا. هذا وانتقل لاحقًا إلى نادي بريشيا في موسم 2001–02 لمدة موسم واحد، مشاركًا في 27 مباراة سجل خلالها هدفين. ثم انتقل بعدها إلى نادي بشكتاش في موسم 2002–03 ولمدة موسمين، مشاركًا في 40 مباراة سجل خلالها هدفًا واحدًا. ليعود وينتقل من جديد، لكن هذه المرة إلى نادي بولونيا في موسم 2004–05 لمدة موسم واحد، مشاركًا في 23 مباراة سجل خلالها هدفين. لينتقل بعدها إلى نادي كييفو فيرونا في موسم 2005–06 واستمر معه طيلة ثلاثة مواسم، مشاركًا في 37 مباراة ولم يسجل أي هدف. ثم لعب في نادي تريفيزو في موسم 2007–08 لمدة موسم واحد، مشاركًا في 11 مباراة ولم يسجل أي هدف أيضًا.

## روابط خارجية
- فدريكو جونتي على موقع اتحاد تركيا (لاعب) (الإنجليزية)
- فدريكو جونتي على موقع قاعدة بيانات كرة القدم.إي يو (الإنجليزية)
- فدريكو جونتي على موقع بيانات كرة القدم. دي إي (الألمانية)
- فدريكو جونتي على موقع ناشيونال فوتبول تيمز (الإنجليزية)
- فدريكو جونتي على موقع Soccerway.com (الإنجليزية)
- فدريكو جونتي على موقع عالم كرة القدم.نت (الإنجليزية)